# Checoslovaquia en los Juegos Olímpicos de París 1924
Checoslovaquia estuvo representada en los Juegos Olímpicos de París 1924 por un total de 133 deportistas que compitieron en 16 deportes.  
El portador de la bandera en la ceremonia de apertura fue el atleta František Janda-Suk.

## Medallistas
El equipo olímpico checoslovaco obtuvo las siguientes medallas:
| Nombre            | Deporte            | Competición              |
| ----------------- | ------------------ | ------------------------ |
| Oro               |                    |                          |
| Bedřich Šupčík    | Gimnasia artística | Escalado con cuerda M    |
| Plata             |                    |                          |
| Robert Pražák     | Gimnasia artística | Concurso completo ind. M |
| Robert Pražák     | Gimnasia artística | Paralelas M              |
| Robert Pražák     | Gimnasia artística | Anillas M                |
| Jan Koutný        | Gimnasia artística | Salto de potro M         |
| Bronce            |                    |                          |
| Bedřich Šupčík    | Gimnasia artística | Concurso completo ind. M |
| Ladislav Vácha    | Gimnasia artística | Anillas M                |
| Ladislav Vácha    | Gimnasia artística | Escalado con cuerda M    |
| Bohumil Mořkovský | Gimnasia artística | Salto de potro M         |
| Bohumil Durdis    | Halterofilia       | 67,5 kg M                |